# Montserrat Clavero Sánchez
Montserrat Clavero Sánchez (Barcelona, 1 de setembre de 1953) és una metge pediatra i també atleta i triatleta catalana.
Com a membre del Club d'Atletisme Canaletes-Sant Martí, aconseguí la victòria a la cursa Jean Bouin en categoria open dos anys consecutius, el 1986 i el 1987, i sis cops com a veterana. En aquesta categoria també competí en triatló, a partir del 1996, com a membre del CN Montjuïc, i del CN Reus Ploms des del 2001. Clavero va debutar en triatló a l'uníson amb l'arribada d'aquest esport a Catalunya. La seva primera competició es va celebrar a Manresa el juny de 1986. El setembre del mateix any es va celebrar el Triatló de Catalunya a Banyoles, una cita a la qual ha acudit consecutivament durant més de 30 edicions. A poc a poc, Clavero va començar a participar en els triatlons que se celebraven a Catalunya. Més endavant, van ser campionats d'Espanya i després d'Europa o del Món. La veterana triatleta ha aconseguit ser "finisher" en totes les distàncies de l'especialitat, en distància esprint, olímpica, mitja distància, distància "C" (4,0 km natació, 120 km ciclisme, 30 km cursa a peu) i en distància Ironman. Així, ha guanyat diversos Campionats d'Espanya, fou campiona d'Europa (2010) i obtingué les medalles de bronze en el Mundial (2005) i el Campionat d'Europa (2009). També guanyà l'Ironman d'Àustria (2004) i l'Ironcat (2011), entre d'altres. Ha disputat més de seixanta maratons i cent mitges maratons i diverses curses de muntanya i ultrafons. Entre aquestes darreres cal senyalar la seva participació en la Marathon des Sables, una ultramarató amb sis etapes que sumen 230 quilòmetres. Com a atleta veterana, ha guanyat el Campionat de Catalunya de veterans de 3000 metres en pista coberta, celebrat a la Vilafranca del Penedès, els anys 2005, 2006, 2008 i 2009, i el 2011 i 2013 a Sabadell. També ha estat campiona d'Espanya de veteranes en la mateixa categoria, a Saragossa el 2010.
Des del 2006 ha dirigit un centre de dia que ella mateixa va fundar, per a gent gran que necessitaven una atenció personalitzada, a causa de situacions com la malaltia d'Alzheimer. El motor d'aquest canvi de vida va ser la seva mare. Amb 70 anys li van diagnosticar Alzheimer, malaltia per a la qual Montserrat no va trobar cap centre que pogués atendre-la com requeria.